# Veikko Aaltonen
Pour les articles homonymes, voir Aaltonen.
Veikko Aaltonen, né le 1er décembre 1955 à Sääksmäki (Finlande), est un réalisateur, monteur, monteur son, directeur de production, scénariste et acteur finlandais, tant au cinéma qu'à la télévision.

## Filmographie

### Comme réalisateur
- 1978 : Belchatow
- 1981 : On the Road (Matkalla)
- 1987 : The Final Arrangement (Tilinteko)
- 1990 : 1943 elokuu (TV)
- 1990 : 95 oktaania (TV)
- 1992 : Le Fils prodigue (Tuhlaajapoika)
- 1993 : Pater noster (Isä meidän)
- 1995 : Kotikatu (série TV)
- 1996 : Merisairas
- 1999 : Je vous embrasse bien fort, Maire (Rakkaudella, Maire)
- 2001 : Maa
- 2004 : Working Class (Työväenluokka)
- 2004 : Juoksuhaudantie
- 2005 : The Shepherds (Paimenet)
- 2006 : Uudisraivaaja (série TV)
- 2007 : Sydänjää (série TV)
- 2008 : Harvoin tarjolla (série TV)
- 2009-2011 : Easy Living (Helppo elämä) (série TV, 18 épisodes)
- 2010 : Naisia kaupungilla (série TV)
- 2012 : Maailma on valmis (série TV)
- 2013 : Kansan mies (série TV)
- 2014 : Mustat lesket (série TV)

### Comme scénariste
- 1985 : Soldat inconnu (Tuntematon sotilas) de Rauni Mollberg

### Comme monteur
- 1983 : Crime et Châtiment (Rikos ja rangaistus) de Aki Kaurismäki
- 1988 : From Russia with Rock (Sirppi ja kitara)
- 1989 : Women at University (Naisia yliopistolla)
- 1989 : Antti
- 1989 : Paperitähti
- 1992 : La Vie de bohème
- 1992 : Le Fils prodigue (Tuhlaajapoika)
- 1993 : Isä meidän
- 1994 : Iron Horsemen
- 1996 : Merisairas
- 1999 : Je vous embrasse bien fort, Maire (Rakkaudella, Maire)
- 2001 : The Land (Maa)
- 2004 : Working Class (Työväenluokka)

## Récompenses et distinctions
- Prix national de la cinématographie : 1986, 1991
- Prix culturel de l'Église : 2006